# Zidona dufresnii
Zidona dufresnii (nomeada, em inglês, angulate volute ou angular volute; na tradução para o português, "voluta angular"; durante o século XX e até a segunda década do século XXI cientificamente denominada Zidona dufresnei) é uma espécie de molusco gastrópode marinho pertencente à família Volutidae. Foi classificada por Edward Donovan, em 1823, na obra The Naturalist's repository, or monthly miscellany of exotic natural history, etc, originalmente denominada Voluta dufresnii (no gênero Voluta). Sua distribuição geográfica abrange o sudoeste do oceano Atlântico, entre o Rio de Janeiro, no sudeste do Brasil, e o golfo de San Matías (província de Río Negro), na Argentina. No Pacífico é citada sua presença para a costa do Chile, onde recebe a denominação castelhana de caracol real, caracol gigante ou voluta angulosa. Esta espécie pode ser usada na alimentação. Um estudo no litoral argentino, buscando ordenar as condições de sobrepesca e sustentabilidade da espécie, afirma que Zidona dufresnii é exportada, como refeição fresca ou enlatada, para diferentes mercados, principalmente para países asiáticos, com apenas uma pequena proporção sendo usada no mercado interno.

## Descrição da concha e hábitos
Concha de coloração cinzenta ou creme-alaranjada e de superfície vítrea, com um traçado castanho-arroxeado, mais ou menos pálido, em zigue-zague. Possui mais de 25 centímetros de comprimento quando desenvolvida, dotada de 4 a 5 voltas, apresentando uma abertura ampla e alongada com lábio externo fino e columela dotada de três pregas oblíquas. Sua protoconcha é afinada e desviada, em alguns espécimes. Seu manto é comprido e pode cobrir a concha quase completamente, não apresentando opérculo.
É encontrada em águas moderadamente profundas, entre 5 e 200 metros (Gimenez et al. cita entre 25 e 60 metros), em fundos arenosos. Comumente encontrada na zona entremarés, durante todo o ano, em Río Negro; também podendo ser encontrada nos sambaquis da costa brasileira.